# Башка, Ярослав
Ярослав Башка  (словац. Jaroslav Baška; 5 апреля 1975, Поважска-Бистрица, ЧССР) — словацкий политический и государственный деятель. Министр обороны Словакии (30 января 2008 - 8 июля 2010). Глава Тренчинского края Словакии ( с 2013).

## Биография
Образование получил в 1998 году в Жилинском университете. Инженер-электротехник. После окончания учёбы до своего прихода в политику работал на заводе по изготовлению шин «Matador».
Член словацкой партии Курс — социальная демократия. Депутат Национального совета Словакии с 2002 года.
В 2003-2006 годах — мэр деревни Догняны, района Пухов, Тренчинского края Словакии.
В 2008—2010 годах работал министром обороны Словакии. Сменил на этой должности Франтишека Кашицкого. 
С 2013 года занимал должность главы Тренчинского края Словакии.
Женат, имеет троих детей.